# Loxopholis
Loxopholis – rodzaj jaszczurek z rodziny okularkowatych (Gymnophthalmidae).

## Zasięg występowania
Rodzaj obejmuje gatunki występujące w Hondurasie, Kostaryce, Panamie, Kolumbii, Wenezueli, Gujanie, Surinamie, Gujanie Francuskiej, Brazylii, Ekwadorze, Peru i Boliwii. 

## Systematyka

### Etymologia
Loxopholis: gr. λοξος loxos „pochyły, ukośny”; φολις pholis, φολιδος pholidos „rogowa łuska”. 

### Podział systematyczny
Do rodzaju należą następujące gatunki: 
- Loxopholis caparensis (Esqueda, 2005)
- Loxopholis ferreirai (Rodrigues & Avila-Pires, 2005)
- Loxopholis guianense (Ruibal, 1952)
- Loxopholis hexalepis (Ayala & Harris, 1982)
- Loxopholis ioanna (Uzzell & Barry, 1971)
- Loxopholis osvaldoi (Avila-Pires, 1995)
- Loxopholis parietalis (Cope, 1886)
- Loxopholis percarinatum (Müller, 1923)
- Loxopholis rugiceps Cope, 1869
- Loxopholis snethlageae (Avila-Pires, 1995)
- Loxopholis southi (Ruthven & Gaige, 1924)